# Hermann Allmayer
Hermann Martin Johann Allmayer (* 24. März 1900 in Feldkirchen in Kärnten; † 6. August 1977 in Klagenfurt) war ein Kärntner Journalist, hauptsächlich bei Organen von NSDAP und SPÖ.

## Leben
Allmayer war von 1932 bis 1945 Redakteur bzw. Schriftleiter bei der Alpenländischen Rundschau, ab 1940 als Hauptschriftleiter, das Blatt wurde seit 1936 von illegalen Nationalsozialisten geleitet. Er beantragte am 27. Juni 1938 die Aufnahme in die NSDAP und wurde rückwirkend zum 1. Mai desselben Jahres aufgenommen (Mitgliedsnummer 6.177.696). Im selben Jahr war er vorübergehend Stellvertretender Hauptschriftleiter beim Kärntner Tagblatt. Weiters war er von 1938 bis 1945 Schriftleiter beim Kärntner Grenzruf (ab 1942 Kärntner Zeitung), ab 1943 als Hauptschriftleiter. 1942 war er kurze Zeit Hauptschriftleiter des Karawankenboten.
Nach der Kapitulation war er einige Monate Redakteur der Kärntner Nachrichten, einer Zeitung der britischen Besatzungsmacht, ehe er zum SPÖ-Organ Neue Zeit (später KTZ) wechselte, bei der er bis 1966 stellvertretender Chefredakteur war.